# Rejon wołodarski (obwód kijowski)
Rejon wołodarski – jednostka administracyjna w składzie obwodu kijowskiego Ukrainy.
Powstał w 1923. Ma powierzchnię 649 km² i liczy około 18 tysięcy mieszkańców. Siedzibą władz rejonu jest Wołodarka.
W skład rejonu wchodzą 1 osiedlowa rada oraz 21 silskich rad, obejmujących 35 wsi i 1 osadę.

## Miejscowości rejonu
- Berezna (Березна)
- (Біліївка)
- Czepiżeńce (Чепіжинці)
- (Дружба)
- Hajworon (Гайворон)
- (Гайок)
- (Гайворон)
- (Городище-Косівське)
- (Городище-Пустоварівське)
- Kapustyńce(inne języki)[2] (Капустинці)
- (Кленове)
- (Коржиха)
- Kosówka[3][4] (Косівка)
- Łychaczycha (Лихачиха)
- Łobaczów (Лобачів)
- (Логвин)
- Mormolijówka(inne języki)[5] (Мармуліївка)
- (Матвіїха)
- (Михайлівка)
- (Надросівка)
- (Нове Життя)
- (Пархомівка)
- Pietraszówka[6] (Петрашівка)
- (Ожегівка)
- (Рачки)
- (Ратуш)
- (Рогізна)
- Rubczenki (Рубченки)
- Rude Sieło (Руде Село)
- (Шевченкове)
- (Тадіївка)
- (Тарасівка)
- (Тарган)
- (Веснянка)
- Wołodarka (Володарка)
- (Володимирівка)
- (Завадівка)
- Zrajki (Зрайки)